# Bio Farma
PT Bio Farma (Persero) – indonezyjskie państwowe przedsiębiorstwo farmaceutyczne, założone w 1890 roku jako Parc Vaccinogene.
Siedziba firmy mieści się w Bandungu. Jest jedynym lokalnym producentem szczepionek w kraju.
Przedsiębiorstwo wyprodukowało szczepionki przeciwko odrze, polio i wirusowemu zapaleniu wątroby typu B.